# Alchemilla obsoleta
Alchemilla obsoleta är en rosväxtart som beskrevs av Fröhner. Alchemilla obsoleta ingår i släktet daggkåpor, och familjen rosväxter. Inga underarter finns listade i Catalogue of Life.